# Palácio Heijō

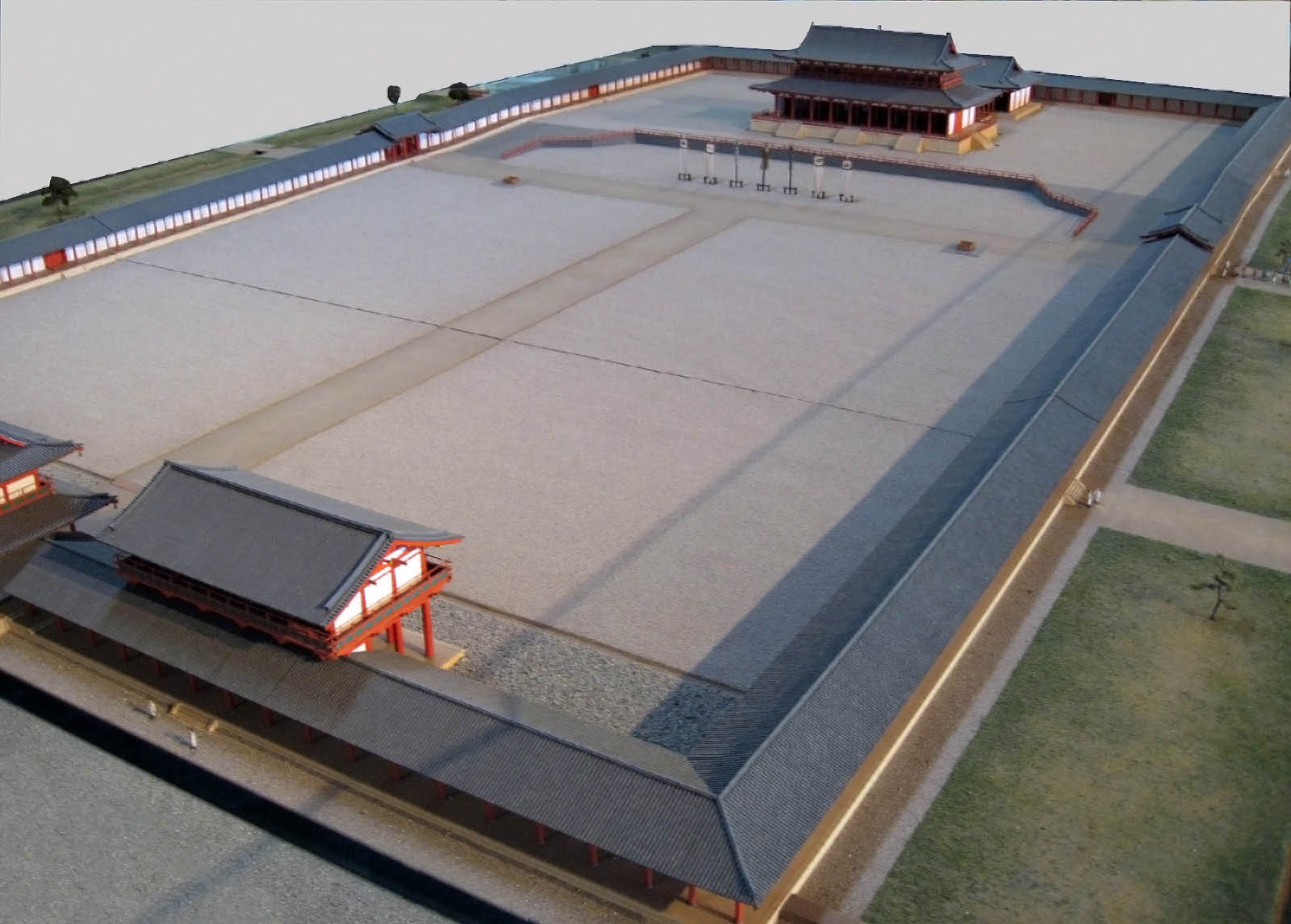
Modelo em miniatura do Daigoku-den, um dos pavilhões principais do Palácio Heijō.

O Palácio Heijō (平城宮, Heijō-kyū) foi o Palácio Imperial do Japão em Nara de 710 a 784, durante a maior parte do Período Nara da História do Japão. O que resta do palácio e a sua área envolvente foi classificado pela UNESCO como Património da Humanidade em 1998, juntamente com outros edifícios, com o título Monumentos Históricos da Antiga Nara.

## História

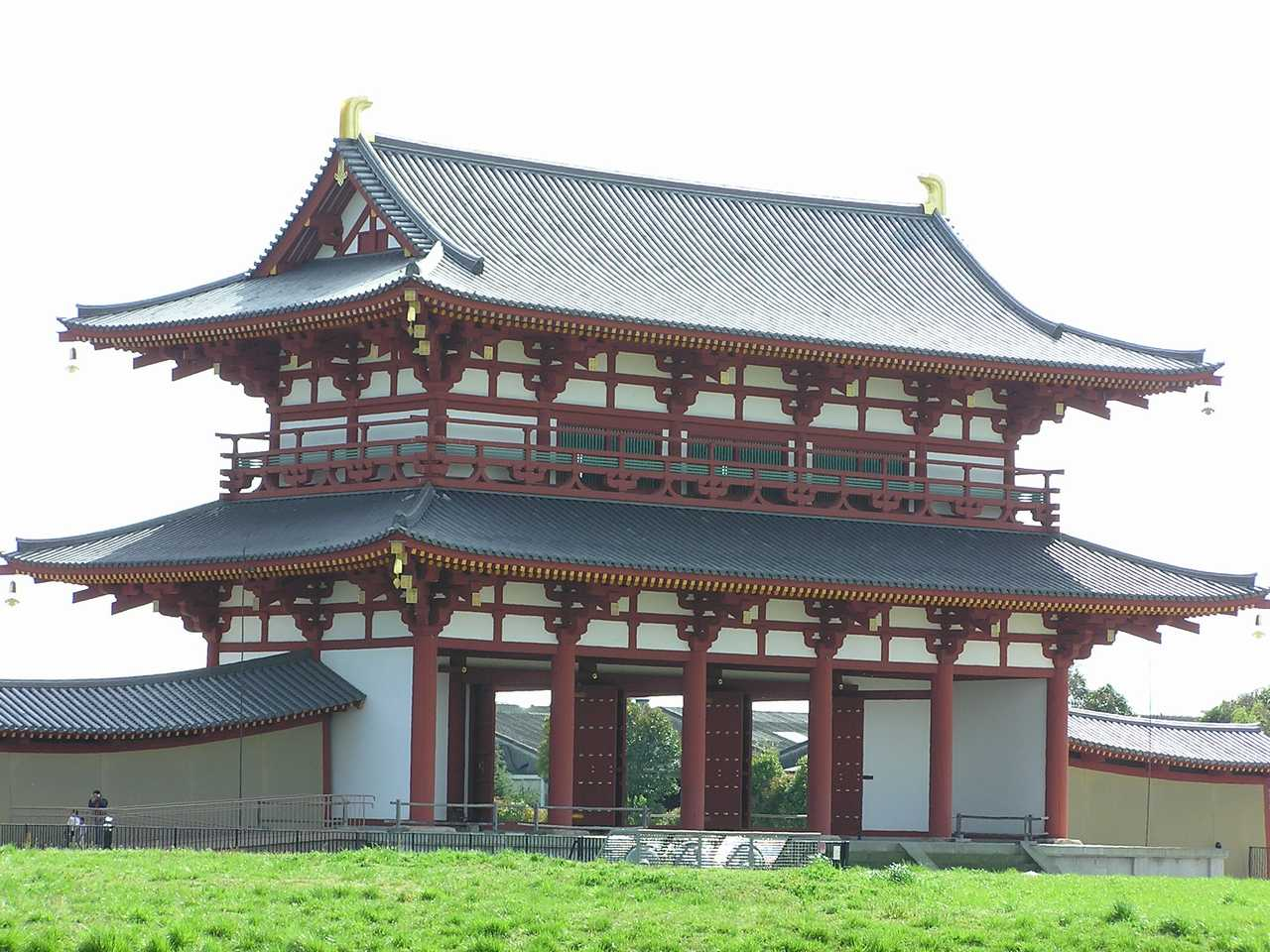
O Suzaku-mon restaurado.

Depois da subida ao Trono Imperial da Imperatriz Gemmei, em 707, existiu muita discussão em volta da transferência do palácio imperial. Um ano mais tarde, foi emitido um decreto decidindo a sua mudança para Nara. Em 710, Nara tomou oficialmente as funções de nova capital, mas a conclusão do palácio só ocorreu mais tarde. Escrito Heijō (平城) mas já pronunciado "Nara" na época, a terra ganhou o seu sinónimo, Nanto (南都, Capital do Sul) em oposição a Kyoto, a capital no norte alguns séculos depois.
A cidade, e os campos do palácio, foram largamente baseados em Chang'an (actualmente Xi'an), a capital da China durante a Dinastia Tang, a qua era contemporânea ao tempo em que Nara foi capital do Japão. Chang'an era por sua vez, tal como muitas das cidades do antigo Leste Asiático, baseada num complexo sistema de crenças e leis de geomancia. Este ditava a disposição das ruas em grelha, assim como a necessidade de colocar santuários de protecção espiritual ou templos em direcções cardinais particulares à volta da cidade.
De acordo com este sistema, o palácio foi colocado no extremo norte, numa extensa linha a partir da Rua Suzaku, a estrada principal que passava em linha recta através do centro da cidade. A rua terminava no Suzaku-mon (Portão Suzakumon), e o resto dos edifícios do palácio foram dispostos para norte deste portão. Os principais edifícios do complexo palaciano eram o Daigoku-den, onde eram conduzidos os assuntos governamentais, o Chōdō-in, onde eram efectuadas as cerimónias formais, o Dairi, a residência do Imperador e gabinetes para várais agências administrativas. As fundações ou marcas destes edifícios ainda são visíveis no lugar.

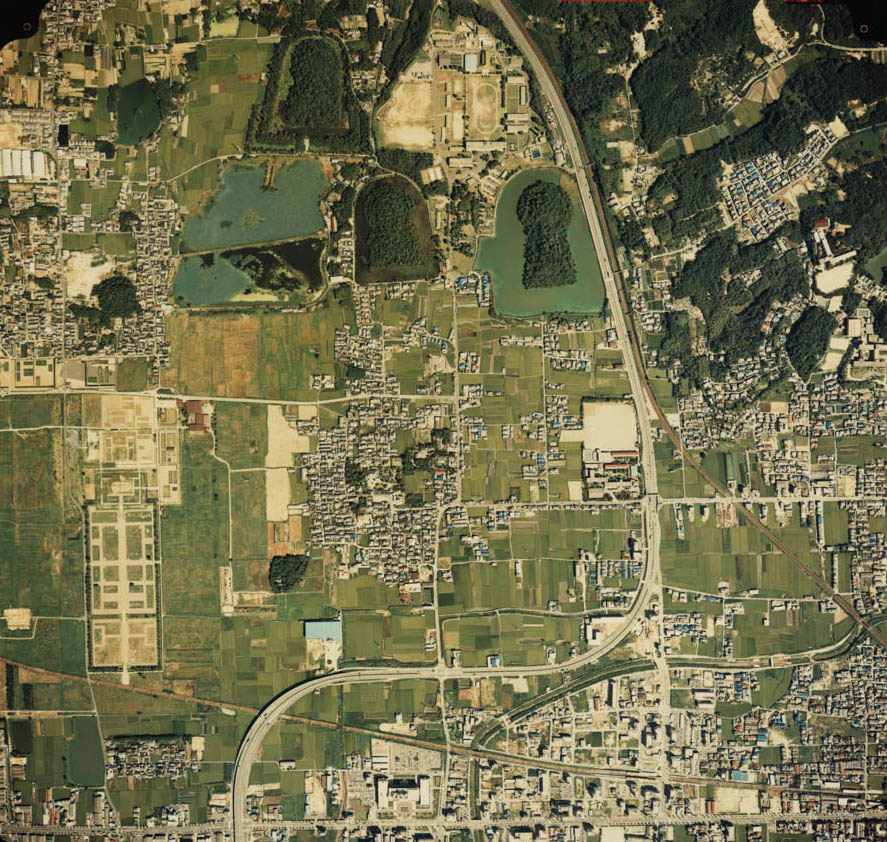
Vista de Nara por satélite, com os terrenos do antigo palácios visíveis na parte de baixo à esquerda.

Quando a capital foi mudada para Heian-kyō (actual Kyoto), o Palácio Imperial de Nara foi simplesmente abandonado. Ao longo dos séculos seguintes, o desgaste provocado pelo passar do tempo e pelos elementos destruiram lentamente os edifícios, até que no início do Período Kamakura, no final do século XII, não restava praticamente nada sobre o solo. No entanto, as secções que permaneceram enterradas foram preservadas e redescobertas por modernos arqueólogos.
Embora o local tenha sido designado como Sítio Histórico Especial pela Agência dos Assuntos Culturais em 1952, esforços arqueológicos liderados pelo Instituto Nacional de Pesquisa para as Propriedades Culturais, assim como escavações, continuaram depois de 1959. O Portão Suzaku-mon e o Jardim Tou-in foram restaurados e abertos ao público em 1998. Por outro lado, o restauro do Primeiro Daigoku-den está em andamento desde 2001.

## Referência
1. ↑  National Research Institute for Cultural Properties. Página visitada em 9 de Março de 2007.

## Ligação externa
- Página oficial da UNESCO